# ドロレス・ハート
ドロレス・ハート（Dolores Hart、本名：Dolores Marie Hicks、1938年10月20日 - ）は、アメリカ合衆国のハリウッド女優の経歴を持つ、カトリックのベネディクト会（O.S.B）修道女である。

## 経歴
1938年10月20日、俳優のバート・ヒックスとハリエット・ヒックスの一人っ子としてシカゴに生まれる。家族と共にロサンゼルスに転居。ハートが2歳の時、両親が離婚。一時的にシカゴで祖父母と一緒に暮らし、セント・グレゴリー・スクールに通学した。1948年10月4日、9歳の時にカトリックの洗礼を、1949年4月24日、10歳の時に堅信の秘跡を受けた。洗礼名は、リジューのテレーズ。11歳の時、再婚した母親と再びロサンゼルスで暮らす。映画館の映写技師であった祖父は、ハートが女優としてのキャリアを追求するという決断に影響を与えた。
ロサンゼルスのメアリーマウント大学の学生の時、ドロレス・ハートの芸名で映画「さまよう青春」（1957年）でエルヴィス・プレスリーの相手役で映画デビューした。1958年、「闇に響く声」で再びエルヴィスと共演。1961年に「剣と十字架」で聖アッシジのキアラ役を演じた。1963年までに9本の映画作品に出演した。
1963年、ハートはビジネスマンのドン・ロビンソンとの婚約を解消し、コネチカット州ベスレヘムのベネディクト会レジーナ・ラウディス修道院に入会。1964年6月29日に修練者となった。修道名はシスター・ユディト。1966年6月29日に初誓願を、1970年7月11日に終生誓願を行った。終生誓願以降、マザー・ドロレスと呼ばれる。2001年に修道院のプリオーレスに任命された。2012年、ハートの生涯を描いたドキュメンタリー映画『ゴッド・イズ・ザ・ビガー・エルヴィス』（2011年）が、アカデミー短編ドキュメンタリー賞にノミネートされた。2013年5月7日には生涯の友であるリチャード・ドゥヌートと共著した自伝『ジ・イアー・オブ・ザ・ハート（The Ear of the Heart: An Actress' Journey from Hollywood to Holy Vows）』を出版。フェアフィールド大学では法学、ロヨラ・メリーマウント大学では美術の名誉博士号を授与されている。ハートは映画芸術科学アカデミーの会員である。2016年に修道誓願50年を迎えた。 

## 主な出演作品
- さまよう青春（1957年）
- 野性の息吹き（英語版）（1957年）
- 孤独の旅路（英語版）（1958年）
- 闇に響く声（英語版）（1958年）
- 掠奪者（英語版）（1960年）
- ボーイハント（1960年）
- 剣と十字架（1961年）
- 脱走（英語版）（1962年）
- 翼のリズム（英語版）（1963年）[14]